# Gerhard Rychlicki
Gerhard Edwin Rychlicki (ur. 7 stycznia 1944 roku w Drzewicach) – polski chemik, profesor chemii fizycznej, adsorpcji i katalizy.

## Życiorys
Ukończył Technikum Chemiczne w Bydgoszczy w 1962 roku. Następnie podjął studia chemiczne na Uniwersytecie Mikołaja Kopernika w Toruniu, które ukończył w roku 1968. Cztery lata później uzyskał stopień doktora za rozprawę pt. Wpływ modyfikacji i promieniowania na zdolności adsorpcyjne węgli aktywowanych otrzymywanych z alkoholu polifurfurylowego. W 1986 roku habilitował się pracą zatytułowaną Rola chemizmu powierzchni węgla w procesach adsorpcji i katalizy. W 1999 roku uzyskał tytuł profesora nauk chemicznych.
Jest członkiem Polskiego Towarzystwa Kalorymetrii i Analizy Termicznej i kierownikiem Zespołu Naukowego Fizykochemii Materiałów Węglowych. Ponadto jest kierownikiem Katedry Chemii Materiałów, Adsorpcji i Katalizy Wydziału Chemii Uniwersytetu Mikołaja Kopernika.